# 962 Aslög
962 Aslög este un asteroid din centura principală, descoperit pe 25 octombrie 1921, de Karl Reinmuth.